# 曼利奥·帕斯托里尼
曼利奥·帕斯托里尼（義大利語：Manlio Pastorini，1879年5月5日—1942年4月8日），生于皮斯托亚，意大利前男子竞技体操运动员。他曾获得1920年夏季奥运会体操比赛男子团体全能金牌。